# Граничные условия Борна — Кармана
Граничные условия Борна — Кармана (цикличные граничные условия) — один из видов граничных условий, накладывающий ограничения на периодическую волновую функцию кристалла. Эти условия часто применяются при моделировании идеального кристалла.
Данные условия могут быть записаны в виде:
{\displaystyle \psi ({\vec {r}}+N_{i}{\vec {a}}_{i})=\psi ({\vec {r}})},
где i принимает значения, соответствующие размерности решётки Бравэ, ai — вектор элементарной трансляции, Ni — любое целое число. Это может быть записано в виде:
{\displaystyle \psi ({\vec {r}}+{\vec {T}})=\psi ({\vec {r}})}
для любых трансляций решетки вектор T:
{\displaystyle {\vec {T}}=\sum _{i}N_{i}{\vec {a}}_{i}}.
Граничные условия Борна — Кармана — важное понятие физики твёрдого тела для анализа многих свойств кристаллов, таких как дифракция и зонная структура.
Для случая одномерного кристалла это соответствует зацикливанию одномерной атомарной цепочки самой на себя при условии, что радиус полученного кольца много больше постоянной решётки.